# Женевська декларація щодо майбутнього ВОІВ
Женевська декларація щодо майбутнього ВОІВ, Всесвітньої організації інтелектуальної власності, є документом від 2004 року, підписаним неприбутковими організаціями, науковцями та іншими представниками ВОІВ з ціллю зосередити увагу на необхідності подальшого розвитку держав виключно виходячи із поваги до інтелектуальної власності.
Автори та підписанти переконані, що «світ стоїть лицем перед кризою управління знаннями, технологіями та культурою», насамперед внаслідок нерівності у доступі до медицини та освіти, культивування неконкурентної економічної діяльності, зосередження на власності і технологічних заходах як-то управління цифровими правами, ухилення від належної компенсації авторам і творцям, блокування публічної сфери певними особистими інтересами.
Декларація критикує ВОІВ за захоплення «культурою створення та поширення монопольних привілеїв, часто без відношення до наслідків» і закликає установи повернути увагу від ІВ як саму по собі до засобів вигоди людяності. Загалом закликається мораторій на неспільну практику гармонізації законодавства ІВ через розвиток світу згідно законів ЄС та США.